# پارک چانیول
پارک چان-یول (به هانگول: 박찬열؛ زادهٔ ۲۷ نوامبر ۱۹۹۲)، که با نام هنری چانیول (به انگلیسی: Chanyeol) شناخته می‌شود، یک رپر، خواننده، ترانه‌سرا، تهیه‌کننده، بازیگر و مدل اهل کره جنوبی است. او عضو گروه چینی-کره‌ای اکسو، زیرگروه اکسو-کی و زیرمجموعهٔ اکسو-سچان است.

## اوایل زندگی

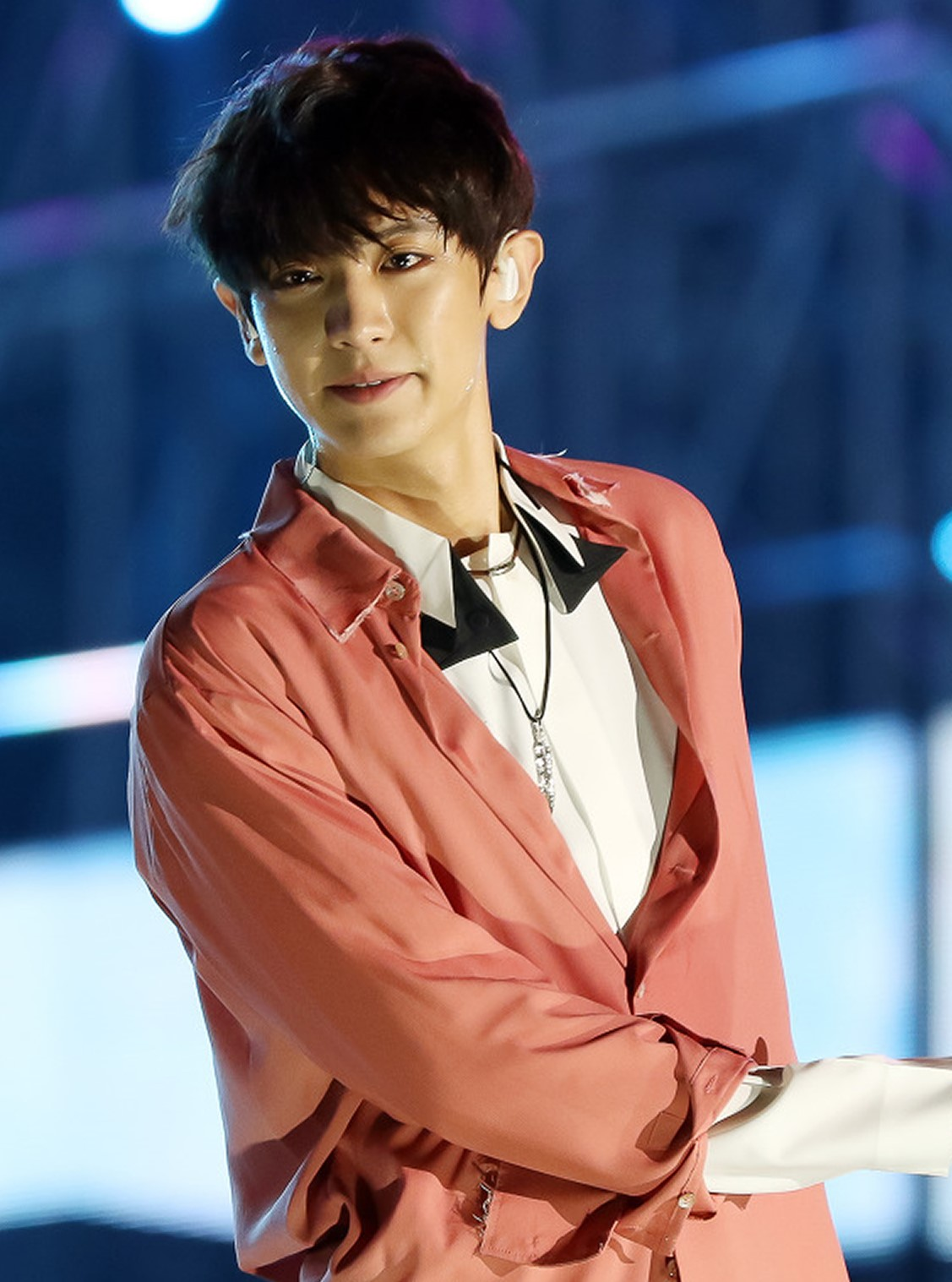
چانیول در جشنواره خانوادگی لوته (اکتبر ۲۰۱۶)

پارک چانیول در سئول کره جنوبی متولد شد. در دبیرستان هیوندای در آپگوجونگ-دونگ سئول تحصیل کرد. یک خواهر بزرگتر به نام پارک یورا دارد که مجری اسبق شبکه MBC و کنونی شبکه YTN کره جنوبیست. بعد از تماشای School Of Rock در دوران ابتدایی تحصیل چانیول به موسیقی علاقه‌مند شد و نواختن درام را شروع کرد او پس از شنیدن آهنگ Unconditional Kismet از «یو یونگ جین» تصمیم به خواننده شدن گرفت. طبق گفتهٔ خودش جیسون مارز و امینم بیشترین تأثیر را بر روی او داشته‌اند و در دوران دبیرستان چانیول طرفدار بندهای راک بزرگی مانند: Muse , Green day Nirvana و X-japan بود.
او دوران کارآموزی خود را در سال ۲۰۰۸ تحت کمپانی اس. ام. اینترتینمنت پس از قرارگرفتن در رتبه دوم مسابقه Smart Model Contest شروع کرد. چانیول در دوران کارآموزی بر روی رپ خواندن تمرکز کرد و قبل از دبیو نقش کوچکی در موزیک‌ویدئوی Ha Ha Ha Song از گروه تی‌وی‌ایکس‌کیو و Genie از گروه گرلز جنریشن ایفا نمود.

## حرفه

### ۲۰۱۲–۲۰۱۴: شروع فعالیت
چانیول آخرین عضو اکسو بود که در ۲۳ فوریه ۲۰۱۲ به مردم معرفی شد. گروه اکسو به‌طور رسمی در ۸ آوریل ۲۰۱۲ با انتشار موزیک ویدئو MAMA دبیو کرد.
در آوریل ۲۰۱۲ او به عنوان بازیگر مهمان در موزیک ویدئوی Twinkle برا دبیوی زیرگروه Girls' genration TTS حضور کوچکی داشت. در اکتبر ۲۰۱۳ چانیول به برنامه قانون جنگل شبکه SBS که در Micronesia ضبط می‌شد پیوست. او همچنین ترکی به نام Last Hunter برای این برنامه نوشت و تنظیم کرد.
در سال ۲۰۱۴ چانیول قسمت رپ ورژن کره‌ای ترک RUN از دومین مینی آلبوم اکسو به نام Overdose را نوشت. همچنین در دومین مینی آلبوم هم‌کمپانیشHenry عضو زیرمجموعه گروه سوپر جونیور ام با او همکاری داشت و نوشتن ترک دبیو دیگر هم‌کمپانیش Zhou mi عضو زیر مجموعه سوپر جونیور ام به نام Rewind را برعهده گرفت.

### ۲۰۱۵-اکنون: بازیگری، ترانه‌سرایی و اکسو-سچان
در آوریل ۲۰۱۵ چانیول با بازی نقش مکمل در فیلم Salut d'Amo به همراه Park Geun-hyung وYoon Yuh-jung در عرصه بازیگری دبیو موفقی داشت. پس از آن به عنوان نقش اصلی مرد به همراه دیگر اعضای اکسو در وب درامای "همسایه بغلی اکسو" با Moon Ga-young همبازی شد.
در ژوئن ۲۰۱۵ چانیول به همراه دیگر اعضای EXO چن (خواننده) و لی در نوشتن ورژن کره‌ای ترک Promise از آلبوم Love Me Right مشارکت داشتند. او بعداً بازهم قسمت رپ ترک Light saber از آلبوم Sing For You اکسو را نوشت.
در آوریل ۲۰۱۶ چانیول نوشتن و اجرای قسمت رپ آهنگ Confession از مینی آلبوم دبیو یسونگ عضو سوپر جونیور را برعهده گرفت. در سومین آلبوم استادیویی اکسو با نام EX'ACT که در می ۲۰۱۶ منتشر شد او در نوشتن ترک Heaven مشارکت داشت.
در ژوئن ۲۰۱۶ چانیول در فیلم چینی-کره‌ای "من با یک آنتی فن ازدواج کردم" با Yuan Shanshan و هم کمپانی خود سئوهیون عضو گروه گرلز جنریشن همبازی شد، همچنین او و Shanshan یک ترک دونفره با عنوان "I Hate You" برای فیلمشان ضبط کردند.
در اکتبر ۲۰۱۶ چانیول و خواننده آمریکایی سبک Tinashe, R&B, یک گروه هیپ‌هاپ آمریکایی با نام Far East Movement تشکیل دادند و ترک Freal Luv را از موسیقی‌دان آمریکایی Marshmello منتشر کردند. در دسامبر ۲۰۱۶ او و خوانندهٔ کره‌ای Punch ترکی با نام Stay With Me برای سریال Goblin که از شبکه TVN کره پخش می‌شد ضبط کردند که به رتبه ۳ در چارت دیجیتال گائون رسید و هم‌اکنون از پرافتخارترین OSTهای تاریخ کره جنوبی است و موزیک ویدئو این ترک اولین ost کره ای بود که در یوتیوب توانست ۱۰۰ میلیون رد کند.
در ژانویه ۲۰۱۷ چانیول نقش مکملی در درام Missing 9 ایفا کرد. در فوریه ۲۰۱۷ گزارش شد که او تحت عنوان Loey به صورت مخفیانه به عنوان تهیه‌کننده موسیقی به فعالیت می‌پردازد. در سپتامبر ۲۰۱۷ چانیول به فشن شوی Tommy Hilfiger در لندن دعوت شد و بسیار مورد توجه صنعت مد قرار گرفت.
در ژوئیه ۲۰۱۷ اکسو چهارمین آلبوم استادیویی خود The War را منتشر کرد و در آن چانیول به همره دیگر اعضای اکسو چن و بک هیون در نوشتن ترک اصلی آلبوم "Kokobop" مشارکت داشت همچنین ترک "Chill" از همین آلبوم را به خوبی نوشت و تنظیم کرد.
پارک چانیول به همراه همهٔ اعضای اکسو بجز لی در اختتامیه بازی‌های المپیک زمستانی ۲۰۱۸ آهنگ Growlو Power را اجرا کردند. این اجرا در شهر پیونگ چانگ در کشور کرهٔ جنوبی اتفاق افتاد که حدود ۵ میلیارد بیننده داشت.
در ۱۴ سپتامبر ۲۰۱۸، چانیول به‌همراه عضو دیگر اکسو، سهون، تک‌آهنگ «ما جوانیم» را برای پروژهٔ اس‌ام استیشن × ۰ خواند.
در ۲۵ آوریل ۲۰۱۹، اولین ترانهٔ تکی خود را با عنوان «SSFW»، از اس‌ام استیشن منتشر کرد. در ۲۸ ژوئن اعلام شد، چانیول به‌همراه سهون و به‌عنوان دومین زیرمجموعهٔ رسمی اکسو، تحت عنوان اکسو-اس‌سی شروع به‌کار خواهد کرد. اولین آلبوم چندآهنگهٔ این گروه با عنوان عجب زندگیی، در ۲۲ ژوئیه ۲۰۱۹ منتشر شد.استدیوی شخصی او با نام استدیونانوگی در تاریخ ۳۰ اکتبر ۲۰۱۹ شروع به کار کرده است.

## زندگی شخصی

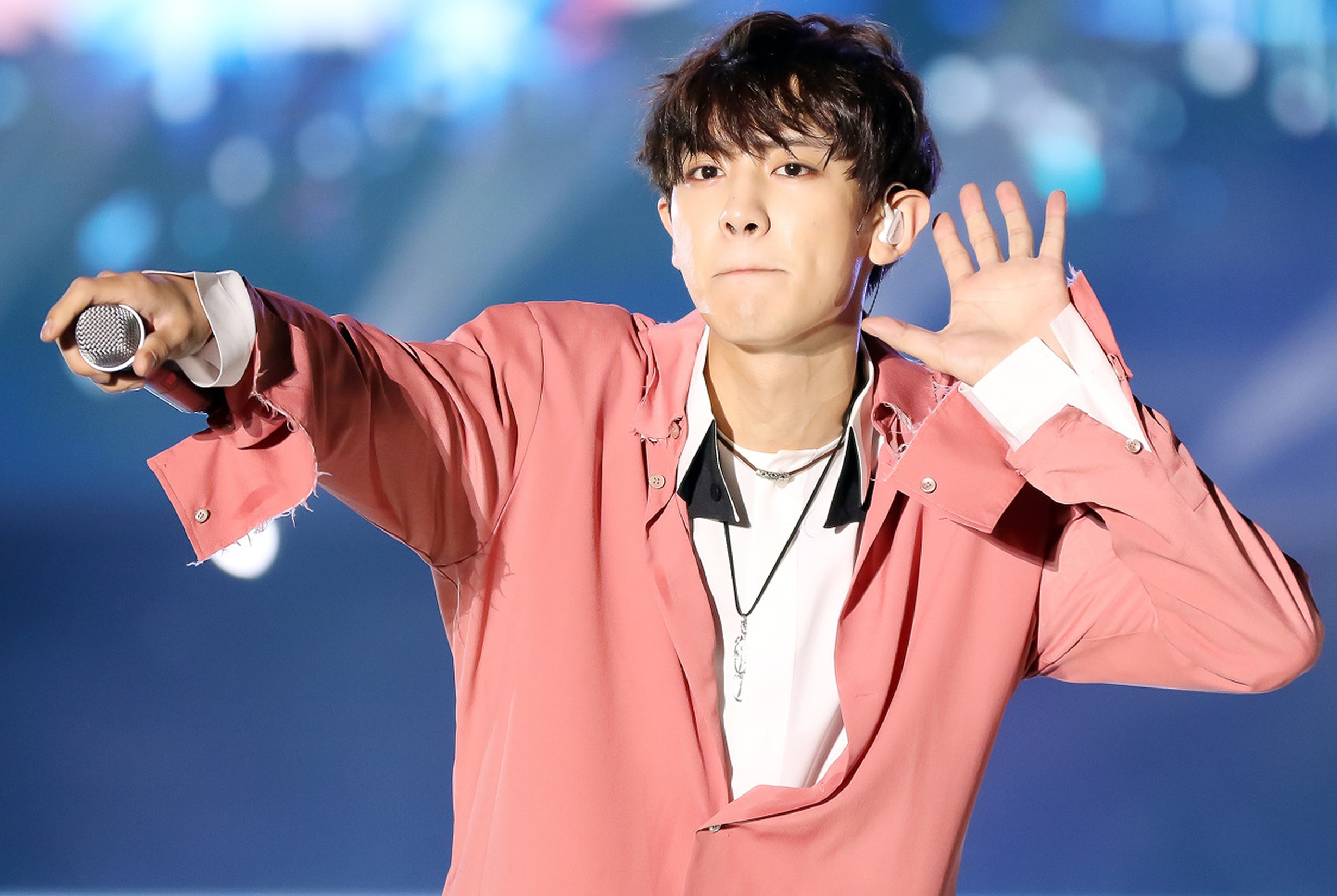
پارک چان-یول در سال ۲۰۱۶

چانیول علی‌رغم برنامه کاری سخت و فشرده اش از تحصیل بازنماند و به دنبال دیگر اعضای اکسو، سوهو و بک هیون، در دانشگاه Kyunghee در رشته فرهنگ و هنر در مقطع لیسانس شروع به تحصیل کرد و کمی پیش به تحصیلات خود در مقطع فوق لیسانس همین رشته پایان داد.
چانیول در ۲۱ مارس ۲۰۲۱، خدمت سربازی خود را به عنوان سرباز وظیفه آغاز کرد.

## ترانه‌شناسی

### ترانه‌ها
| سال  | ترانه                  | به همراه                          | آلبوم                               |
| ---- | ---------------------- | --------------------------------- | ----------------------------------- |
| ۲۰۱۴ | «لذت»                  | —                                 | اکسولوژی فصل اول: سیارهٔ گمشده       |
| ۲۰۱۴ | «دختر بد»              | هنری                              | فوق‌العاده                           |
| ۲۰۱۴ | «عقب‌گرد»               | ژومی                              | عقب‌گرد                              |
| ۲۰۱۵ | «پول درنیار»           | هِیز                               | مرحلهٔ نیمه‌نهایی رپر زشت ۲، قسمت اول |
| ۲۰۱۶ | «اگر دوباره عاشق شویم» | چن                                | پروژهٔ شوگرمن، قسمت ۳۲               |
| ۲۰۱۶ | «اعتراف»               | یه‌سونگ                            | من اینجام                           |
| ۲۰۱۶ | «عشق واقعی»            | فار ایست موومنت، مارشملو و تیناشی | هویت                                |
| ۲۰۱۶ | «آخرین شکارچی»         | —                                 | موسیقی‌متن قانون جنگل                |
| ۲۰۱۶ | «ازت متنفرم»           | یوآن شان‌شان                       | موسیقی‌متن من با آنتی‌فنم ازدواج کردم |

### ترانه‌سرایی و آهنگ‌سازی‌ها
| سال  | ترانه                     | خواننده                                           | آلبوم                             | توضیحات                                                                                              |
| ---- | ------------------------- | ------------------------------------------------- | --------------------------------- | --- |
| ۲۰۱۴ | «فرار»                    | اکسو-کی                                           | اُوردوز                            | رپ                                                                                                   |
| ۲۰۱۵ | «آخرین شکارچی»            | چانیول                                            | موسیقی متن قانون جنگل             | ترانه‌سرایی و آهنگ‌سازی                                                                                |
| ۲۰۱۵ | «من کی هستم»              | چانیول                                            | —                                 | ترانه‌سرایی و آهنگ‌سازی                                                                                |
| ۲۰۱۵ | «یانگ استریت»             | چانیول                                            | —                                 | ترانه‌سرایی و آهنگ‌سازی                                                                                |
| ۲۰۱۵ | «پول درنیار»              | هیز به‌همراه چانیول                                | مرحلهٔ نیمه‌نهایی رپر زشت، قسمت اول | رپ                                                                                                   |
| ۲۰۱۵ | «قول» (نسخهٔ کره‌ای)        | اکسو                                              | دوستم داشته باش                   | ترانه‌سرایی به‌همراه چن و لی                                                                           |
| ۲۰۱۵ | «لایت‌سیبر»                | اکسو                                              | برای تو می‌خوانم                   | رپ                                                                                                   |
| ۲۰۱۶ | «تو»                      | چانیول                                            | —                                 | ترانه‌سرایی و آهنگ‌سازی                                                                                |
| ۲۰۱۶ | «اعتراف»                  | یه‌سونگ                                            | من اینجام                         | رپ                                                                                                   |
| ۲۰۱۶ | «آسمان» (نسخهٔ کره‌ای چینی) | اکسو                                              | اگزکت                             | ترانه‌سرایی به‌همراه مین یون-جه وانگ جونگ-اون                                                          |
| ۲۰۱۶ | «عشق واقعی»               | فار ایست موومنت و مارشملو به‌همراه تیناشی و چانیول | —                                 | ترانه‌سرایی و آهنگ‌سازی به‌همراه کوین نیشیمورا، جی. رو، ویرمان کوکیا، سی.کامستاک، تیناشی و ویتنی فیلیپس |

## فیلم‌شناسی

### فیلم‌ها
| سال  | عنوان                     | نقش      | توضیحات  |
| ---- | ------------------------- | -------- | -------- |
| ۲۰۱۵ | فروشگاه جانگ-سو           | مین-سونگ | نقش مکمل |
| ۲۰۱۶ | من با آنتی‌فنم ازدواج کردم | جون-هو   | نقش اصلی |
| ۲۰۲۱ | جعبه                      | جی هون   | نقش اصلی |

### مجموعه‌های تلویزیونی
| سال  | عنوان            | نقش           | شبکه      | توضیحات              |
| ---- | ---------------- | ------------- | --------- | -------------------- |
| ۲۰۰۸ | لگد بلند!        | بچّه دبیرستانی | کی‌بی‌اس۲   | قسمت ۷۱              |
| ۲۰۱۳ | ویلای سلطنتی     | خودش          | جی‌تی‌بی‌سی  | قسمت ۲ به‌همراه سه‌هون |
| ۲۰۱۵ | همسایه بغلی اکسو | خودش          | ناور تی‌وی |                      |
| ۲۰۱۷ | نُه گمشده         | لی یول        | ام‌بی‌سی    | نقش مکمل             |
| ۲۰۱۸ | خاطرات الحمرا    | جونگ سه جو    | تی‌وی‌ان    |                      |